# Cec Linder
Cec Linder (geboren als Cecil Yekuthial Linder; * 10. März 1921 in Radechiw; † 10. April 1992 in Toronto, Ontario, Kanada) war ein kanadischer Schauspieler.

## Leben
Cec Linders Laufbahn als Schauspieler vor der Kamera begann 1955 mit dem Film Strike in Town. Im Jahr 1964 spielte er die Rolle des Felix Leiter in der Romanverfilmung James Bond 007 – Goldfinger, einem der ersten Bond-Filme. In der Fernsehserie Mit Schirm, Charme und Melone konnte man Linder 1977 einige Male sehen. Bis in die frühen 1990er Jahre hinein stand er vor der Kamera, gegen Ende seines Lebens jedoch nicht mehr in Kinofilmen. Honeymoon war 1985 der letzte Kinofilm, bei dem er mitwirkte. Danach war er in verschiedenen Fernsehserien tätig; seinen letzten Auftritt hatte er 1992 in Die Waffen des Gesetzes.
Cec Linder war verheiratet und hatte zwei Kinder. Er starb im Alter von 71 Jahren an einem Herzinfarkt und wurde auf dem Beth Tedzec Memorial Park beigesetzt.

## Filmografie (Auswahl)
- 1953: Space Command
- 1955: Strike in Town
- 1956: Is This a Woman’s World?
- 1958: Flaming Frontier
- 1958: Quatermass and the Pit (Fernsehserie)
- 1959: Der Tod hat Verspätung (Jet Storm)
- 1959: Die vier Gerechten (The Four Just Men, Fernsehserie)
- 1959: Dicke Luft und heiße Liebe (SOS Pacific)
- 1960: Too Young to Love
- 1960: Drama im Spiegel (Crack in the Mirror)
- 1961: Salt of the Earth (Fernsehfilm)
- 1962: Lolita
- 1964: Denn erstens kommt es anders… (The Verdict)
- 1964: James Bond 007 – Goldfinger (Goldfinger)
- 1964: Preston & Preston (The Defenders, Fernsehserie, 1 Folge)
- 1966: The Shattered Silence
- 1966: Little White Crimes
- 1966: Ich heiße John Harris (Tecnica di un omicidio)
- 1968: Der Chef (Ironside, Fernsehserie)
- 1969: Explosion
- 1972: The Sloane Affair
- 1972: Wer zuletzt lebt, lebt am besten (Innocent Bystanders)
- 1973: Si può essere più bastardi dell’ispettore Cliff?
- 1973: Mann, bist du Klasse! (A Touch of Class)
- 1973: Polizeiarzt Simon Lark (Police Surgeon, Fernsehserie, 1 Folge)
- 1974: To Kill the King
- 1975: Death Among Friends (Fernsehfilm)
- 1976: Second Wind
- 1976: Sonnenwendfeier (Ragtime Summer)
- 1977: Age of Innocence
- 1977: Tödliche Ernte (Deadly Harvest), auch 1993 – Welt im Chaos
- 1977: Mit Schirm, Charme und Melone (The New Avengers, Fernsehserie)
- 1978: Morgen gibt es kein Erwachen (Tomorrow Never Comes)
- 1978: Heißer Asphalt
- 1978: Im Bannkreis des Todes (I Miss You, Hugs and Kisses)
- 1979: Stadt in Flammen (City on Fire)
- 1979: Ein irres Paar (Lost and Found)
- 1980: Chairman of the Board (Fernsehfilm)
- 1980: Overkill: Durch die Hölle bis zur Ewigkeit (Virus)
- 1980: Atlantic City, USA
- 1982: Night Eyes (Deadly Eyes)
- 1984: Heartsounds (Fernsehfilm)
- 1984: Himmelskörper (Heavenly Bodies)
- 1985: Honeymoon (Lune de miel)
- 1985: Perry Mason kehrt zurück (Perry Mason Returns) (Fernsehfilm)
- 1985–1987: Nachtstreife (Night Heat, Fernsehserie, 4 Folgen)
- 1986: Tödliches Geschäft (A Deadly Business) (Fernsehfilm)
- 1986: Preis der Leidenschaft (The High Price of Passion) (Fernsehfilm)
- 1987: George and Rosemary
- 1987–1988: Alfred Hitchcock zeigt (Alfred Hitchcock Presents, Fernsehserie)
- 1988–1992: Die Waffen des Gesetzes (Street Legal, Fernsehserie)
- 1988: Das Geheimnis von Holden House (Betrayal of Silence) (Fernsehfilm)
- 1989: Brücke zum Schweigen (Bridge to Silence) (Fernsehfilm)
- 1990: Hitler’s Daughter (Fernsehfilm)
- 1990: Das Leben ist schön (The Last Best Years) (Fernsehfilm)
- 1991: Sweating Bullets (Fernsehserie)